# Liste der Kulturdenkmäler in Strom (Bremen)
In der Liste der Kulturdenkmäler in Strom sind alle Kulturdenkmäler des Bremer Stadtteils Strom aufgelistet.
Grundlage ist die vom Landesamt für Denkmalpflege Bremen (LfD) veröffentlichte Landesdenkmalliste. Die amtlichen Daten wurden direkt aus einem Export der Denkmaldatenbank beim LfD 
mit dem Stand von März 2025 übernommen.

## Hinweise
Weitere Erläuterungen zum Aufbau dieser Liste und zu ihrem Inhalt bietet die Seite Inhalte der Tabellen.
Die anklickbare Karte rechts leitet zu den Listen der anderen Stadtteile. Auf der Übersichtsseite befindet sich eine größere Karte.
Wichtig für Autoren:  Links zu Artikeln oder Architekten sowie Bilder oder Koordinaten der Objekte auch/nur in die Ergänzungsliste eintragen, da die Tabelle mittels Datentechnik erstellt wird. Änderungen in der Tabelle von Hand werden sonst beim nächsten Update überschrieben.
|  | Mit dem Bremer Express-Upload können Bilder mit automatischer Zuordnung zu den Objekten auf Commons hochgeladen werden. Bitte dazu auf das Kamera-Symbol in der jeweiligen Tabellenzeile klicken. Eine Kurzinformation bietet diese Projektseite. |

## Denkmalliste Strom
| Objekt                        | Typ    | Baujahr | Architekt/Künstler | Adresse                | Koordinaten Wikidata | Art? | Objekt-Nr.? | Bild |
| ----------------------------- | ------ | ------- | ------------------ | ---------------------- | -------------------- | ---- | ----------- | ---- |
| Schule Stromer Landstraße 26a | Schule | 1909    | Fritsche, Max      | Stromer Landstraße 26a | Lage Q89909259       | ED   | 2613        |      |

Anzahl der Objekte in Strom (Bremen): 1, davon mit Bild: 0 (0 %).